# EH Гончих Псов
EH Гончих Псов (лат. EH Canum Venaticorum) — двойная затменная переменная звезда типа W Большой Медведицы (EW) в созвездии Гончих Псов на расстоянии приблизительно 870 световых лет (около 267 парсек) от Солнца. Звёздная величина диапазона белого звезды — от +13,4m до +13m. Орбитальный период — около 0,2636 суток (6,326 часа). Возраст звезды определён как около 8,13 млрд лет.
Открыта группой астрономов проекта ROTSE-1 в 2000 году, переклассифицирована Х. Джин и др. в 2003 году*.

## Характеристики
Первый компонент — жёлто-оранжевый карлик спектрального класса G9, или K3-K5. Масса — около 1,165 солнечной, радиус — около 0,776 солнечного, светимость — около 0,278 солнечной. Эффективная температура — около 4884 K.
Второй компонент — жёлто-оранжевый карлик спектрального класса K-G. Масса — около 0,35 солнечной, радиус — около 0,576 солнечного, светимость — около 0,229 солнечной. Эффективная температура — около 5268 K.